# Tir aux Jeux européens de 2023
Navigation
Édition précédente
Les épreuves de tir aux Jeux européens de 2023 se déroulent au centre de tir sportif de Cracovie, en Pologne du 22 juin au 2 juillet 2023. Trente épreuves sont programmées douze individuelles (comme dans le programme des JO de Paris), douze par équipes et six par équipes mixtes.
L'athlète le mieux classé dans chaque épreuve individuelle aux Jeux européens de 2023 obtient un quota non nominatif pour son CNO pour les Jeux olympiques de Paris 2024.

## Qualifications
Les CNO peuvent inscrire un maximum de deux athlètes dans chacune des épreuves individuelles, et un maximum de deux équipes mixtes dans chacune des épreuves par équipes mixtes composées des mêmes athlètes qui se sont qualifiés pour concourir dans les épreuves individuelles et un maximum d'une équipe dans chacune des épreuves par équipe.
Les quotas individuels sont distribués via :
- 144 quotas (soit 12 par épreuves) qui sont distribués à partir des résultats respectifs aux dernier championnats d'Europe : Championnats d'Europe 2022 de tir aux plateau (Larnaca, sept. 2022), Championnats d'Europe 2023 de tir à 25/50 mètres (Cracovie, sept. 2023) , Championnats d'Europe 2023 de tir à 10 mètres (Tallinn, mars 2023)
- 180 quotas (soit 15 par épreuves) qui sont distribués à partir du classement européen basé sur le classement mondial du 20 avril qui comprend les championnats du monde, les grands prix et les coupes du monde
- 12 quotas qui sont réservés au pays hôtes
- 18 quotas qui sont des invitations.

## Médaillés

### Hommes
| Pistolet à 10 m air comprimé            | İsmail Keleş (TUR)                                                  | Robin Walter (GER)                                              | Paolo Monna (ITA)                                                           |  |  |  |
| Pistolet à 10 m air comprimé par équipe | Allemagne- Christian Reitz - Michael Schwald - Robin Walter         | Turquie- Buğra Selimzade - İsmail Keleş - Yusuf Dikeç           | Italie- Federico Nilo Maldini - Paolo Monna - Massimo Spinella              |  |  |  |
| Pistolet à 25 m tir rapide              | Clément Bessaguet (FRA)                                             | Christian Reitz (GER)                                           | Martin Podhradský (CZE)                                                     |  |  |  |
| Pistolet à 25 m tir rapide par équipe   | France- Clément Bessaguet - Yan Chesnel - Jean Quiquampoix          | Tchéquie- Martin Podhráský - Matej Rampula - Martin Strnad      | Italie- Riccardo Mazzetti - Andrea Morassut - Massimo Spinella              |  |  |  |
|                                         |                                                                     |                                                                 |                                                                             |  |  |  |
| Carabine à 10 m air comprimé            | Danilo Sollazzo (ITA)                                               | Maximilian Ulbrich (GER)                                        | Jiří Přívratský (CZE)                                                       |  |  |  |
| Carabine à 10 m air comprimé par équipe | Hongrie- Zalán Pekler - István Péni - Soma Hammerl                  | Croatie- Josip Sikavica - Miran Maričić - Petar Gorsa           | Autriche- Alexander Schmirl - Martin Strempfl - Andreas Thum                |  |  |  |
| Carabine à 50 m 3 positions             | Zalán Pekler (HUN)                                                  | Jiří Přívratský (CZE)                                           | Alexander Schmirl (AUT)                                                     |  |  |  |
| Carabine à 50 m 3 positions par équipe  | Hongrie- Soma Hammerl - István Péni - Zalán Pekler                  | Tchéquie- František Smetana - Jiří Přívratský - Petr Nymburský  | Serbie- Milutin Stefanović - Milenko Sebić - Lazar Kovačević                |  |  |  |
|                                         |                                                                     |                                                                 |                                                                             |  |  |  |
| Trap                                    | Mauro De Filippis (ITA)                                             | Vladimir Stepan (CZE)                                           | Rickard Levin Andersson (SWE)                                               |  |  |  |
| Trap par équipe                         | Croatie- Anton Glasnović - Francesco Ravalico - Giovanni Cernogoraz | Slovaquie- Erik Varga - Marián Kovačócy - Adrián Drobný         | Portugal- João Azevedo - José Manuel Bruno Faria - Armelim Coelho Rodrigues |  |  |  |
| Skeet                                   | Marcus Svensson (SWE)                                               | Dainis Upelnieks (LAT)                                          | Eetu Kallioinen (FIN)                                                       |  |  |  |
| Skeet par équipe                        | Finlande- Timi Vallioniemi - Tommi Takanen - Eetu Kallioinen        | Italie- Tammaro Cassandro - Gabriele Rossetti - Elia Sdruccioli | Grèce- Charalampos Chalkiadakis - Nikolaos Mavrommatis - Efthymios Mitas    |  |  |  |

### Femmes
| Pistolet à 10 m air comprimé            | Klaudia Breś (POL)                                                      | Camille Jedrzejewski (FRA)                                          | Olena Kostevytch (UKR)                                            |  |  |  |
| Pistolet à 10 m air comprimé par équipe | Allemagne- Josefin Eder - Sandra Reitz - Doreen Vennekamp               | France- Camille Jedrzejewski - Mathilde Lamolle - Céline Goberville | Italie- Sara Costantino - Chiara Giancamilli - Maria Varricchio   |  |  |  |
| Pistolet à 25 m                         | Ánna Korakáki                                                           | Antoaneta Kostadinova                                               | Doreen Vennekamp                                                  |  |  |  |
| Pistolet à 25 m par équipe              | Ukraine- Olena Kostevytch - Anastasiia Nimets - Yuliya Korostylova      | Pologne- Joanna Wawrzonowska - Klaudia Breś - Julita Borek          | Allemagne- Sandra Reitz - Michelle Skeries - Doreen Vennekamp     |  |  |  |
|                                         |                                                                         |                                                                     |                                                                   |  |  |  |
| Carabine à 10 m air comprimé            | Nina Christen (SUI)                                                     | Kamila Novotná (SVK)                                                | Océanne Muller (FRA)                                              |  |  |  |
| Carabine à 10 m air comprimé par équipe | Suisse- Nina Christen - Audrey Gogniat - Chiara Leone                   | Norvège- Jeanette Hegg Duestad - Milda Marina Haugen - Jenny Stene  | Pologne- Aneta Stankiewicz - Julia Piotrowska - Natalia Kochańska |  |  |  |
| Carabine à 50 m 3 positions             | Jenny Stene                                                             | Natalia Kochańska                                                   | Seonaid McIntosh                                                  |  |  |  |
| Carabine à 50 m 3 positions par équipe  | Norvège- Jeanette Hegg Duestad - Mari Bardseng Lovseth - Jenny Stene    | Suisse- Nina Christen - Sarina Hitz - Chiara Leone                  | Allemagne- Jolyn Beer - Lisa Jutta Müller - Anna Janssen          |  |  |  |
|                                         |                                                                         |                                                                     |                                                                   |  |  |  |
| Trap                                    | Jessica Rossi (ITA)                                                     | Satu Mäkelä-Nummela (FIN)                                           | Jana Špotáková (SVK)                                              |  |  |  |
| Trap par équipe                         | Italie- Jessica Rossi - Giulia Grassia - Silvana Stanco                 | Turquie- Dilara Kizilsu - Rümeysa Pelin Kaya - Safiye Temizdemir    | Allemagne- Sarah Bindrich - Bettina Valdorf - Kathrin Murche      |  |  |  |
| Skeet                                   | Martina Bartolomei (ITA)                                                | Emmanouela Katzouraki (GRE)                                         | Nadine Messerschmidt (GER)                                        |  |  |  |
| Skeet par équipe                        | Italie- Martina Bartolomei - Simona Scocchetti - Chiara Di Marziantonio | Slovaquie- Monika Stibrava - Vanesa Hocková - Danka Barteková       | Tchéquie- Anna Sindelarová - Martina Skalická - Barbora Šumová    |  |  |  |

### Mixte
| Pistolet à 10 m air comprimé | Italie- Paolo Monna - Sara Costantino          | Arménie- Benik Khlghatyan - Elmira Karapetyan                | Bulgarie- Antoaneta Kostadinova - Samuil Donkov |  |  |  |
| Pistolet à 25 m tir rapide   | Ukraine- Pavlo Korostylov - Yuliya Korostylova | Tchéquie- Matěj Rampula - Alžběta Dědová                     | Norvège- Ole-Harald Aas - Ann Helen Aune        |  |  |  |
|                              |                                                |                                                              |                                                 |  |  |  |
| Carabine à 10 m air comprimé | Hongrie- Zalán Pekler - Eszter Mészáros        | Espagne- Paula Grande Martínez - Jesús Oviedo Berenguer      | Italie- Dennis Sollazzo - Sofia Ceccarello      |  |  |  |
| Carabine à 50 m 3 positions  | Suisse- Jan Lochbihler - Nina Christen         | Autriche- Sheileen Waibel - Andreas Thum                     | Norvège- Jenny Stene - Simon Claussen           |  |  |  |
|                              |                                                |                                                              |                                                 |  |  |  |
| Trap                         | Italie- Jessica Rossi - Giovanni Pellielo      | Grande-Bretagne- Matthew Coward-Holley - Lucy Charlotte Hall | Italie- Giulia Grassia - Mauro De Filippis      |  |  |  |
| Skeet                        | Italie- Gabriele Rossetti - Simona Scocchetti  | Chypre- Andreas Chasikos - Anastasia Eleftheriou             | Grande-Bretagne- Ben Llewellin - Amber Rutter   |  |  |  |

## Tableau des médailles
- Pays organisateur (Pologne)

| Rang  | Nation          | Or | Argent | Bronze | Total |
| ----- | --------------- | -- | ------ | ------ | ----- |
| 1     | Italie          | 9  | 1      | 6      | 16    |
| 2     | Hongrie         | 4  | 0      | 0      | 4     |
| 3     | Suisse          | 3  | 1      | 0      | 4     |
| 4     | Allemagne       | 2  | 3      | 5      | 10    |
| 5     | France          | 2  | 2      | 1      | 5     |
| 6     | Norvège         | 2  | 1      | 2      | 5     |
| 7     | Ukraine         | 2  | 0      | 1      | 3     |
| 8     | Pologne         | 1  | 2      | 1      | 4     |
| 9     | Turquie         | 1  | 2      | 0      | 3     |
| 10    | Finlande        | 1  | 1      | 1      | 3     |
| 10    | Grèce           | 1  | 1      | 1      | 3     |
| 12    | Croatie         | 1  | 1      | 0      | 2     |
| 13    | Suède           | 1  | 0      | 1      | 2     |
| 14    | Tchéquie        | 0  | 5      | 3      | 8     |
| 15    | Slovaquie       | 0  | 3      | 1      | 4     |
| 16    | Autriche        | 0  | 1      | 2      | 3     |
| 16    | Grande-Bretagne | 0  | 1      | 2      | 3     |
| 18    | Bulgarie        | 0  | 1      | 1      | 2     |
| 19    | Arménie         | 0  | 1      | 0      | 1     |
| 19    | Chypre          | 0  | 1      | 0      | 1     |
| 19    | Espagne         | 0  | 1      | 0      | 1     |
| 19    | Lettonie        | 0  | 1      | 0      | 1     |
| 23    | Portugal        | 0  | 0      | 1      | 1     |
| 23    | Serbie          | 0  | 0      | 1      | 1     |
| Total | Total           | 30 | 30     | 30     | 90    |